# Megan Boone
Megan Boone, född 29 april 1983 i Petoskey i Michigan, är en amerikansk film- och TV-skådespelare. 

## Filmografi i urval
- 2009 – My Bloody Valentine 3D
- 2012 – Step Up Revolution
- 2013 – The Blacklist (TV-serie)